# Coatepec

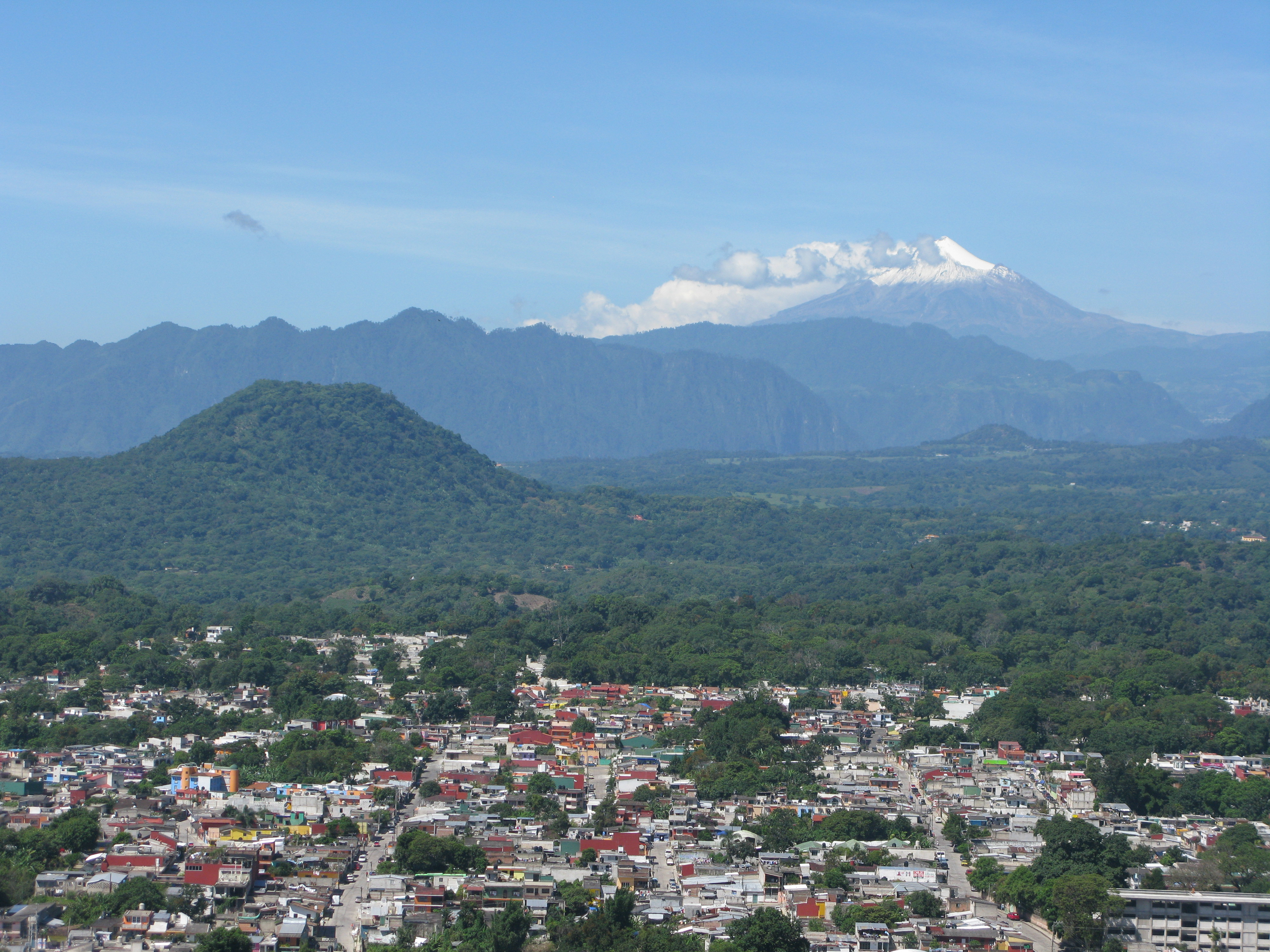

Coatepec ist eine Stadt im mexikanischen Bundesstaat Veracruz. Der Name bedeutet in Náhuatl „Hügel der Schlangen“. Coatepec ist der Verwaltungssitz des Municipio Coatepec.
Coatepec liegt rund 10 Kilometer südwestlich von Xalapa-Enríquez, der Hauptstadt des Bundesstaates, in den Ausläufern der Sierra Nevada. Eine vierspurige Hauptstraße verbindet den Ort mit Xalapa.
Innerhalb des Municipios liegen vier kleine Flüsse mit den folgenden Namen: Pixquiac, Pintores, Sordo and Hueyapan. Alle zusammen fließen in den Río Pescados, der bei La Antigua in den Golf von Mexiko mündet.
Coatepec gilt als sehr feuchter Ort. Die jährliche Niederschlagsmenge beträgt 1764,9 mm. Die jährliche Durchschnittstemperatur liegt bei 19,2 Grad. Normalerweise liegt die maximale Temperatur auch im Sommer nie über 30 Grad.
Coatepec wird aufgrund der zahlreichen Kaffeeplantagen rund um den Ort oftmals die Kaffeehauptstadt Mexikos genannt.
Seit 2006 ist Coatepec auch in die Liste der Pueblo Mágicos eingetragen.